# Stazione di Shin-Toyosu
La stazione di Shin-Toyosu (新豊洲駅?, Shin-Toyosu-eki) è una stazione ferroviaria di Tokyo, si trova sull'isola di Odaiba nel quartiere di Kōtō e serve il people mover Yurikamome. 
La stazione si trova in un'area al momento vuota, in attesa di sviluppi futuri.

## Linee

### People mover
- Yurikamome